# Лилия (линейный корабль)
«Лилия» — парусный корабль Азовского флота Российской империи пятого ранга, построенный кумпанством вологодского архиепископа.

## Описание судна
Построенные для Азовского флота корабли, в числе которых был и «Лилия», первоначально были названы баркалонами (от итал. barca longo — длинная барка), однако фактически соответствовали кораблям 5-го класса по принятой в Европе в конце XVII века классификации и в последующие годы во всех документах числились в качестве кораблей. Представляли собой двух- или трёхмачтовые корабли с прямым и косыми парусным вооружением, вооружались 26—46 орудиями различного калибра, включавшие двух-, четырёх-, шестифунтовые орудия и дробовики.
Длина корабля составляла 35,2 метра, ширина — 7,8 метра, а осадка по сведениям из различных источников от 2,8 до 2,85 метра. Вооружение судна в разное время могли составлять от 34 до 36 орудий, а экипаж состоял из 135 человек.
Как и все корабли, построенные кумпанствами, отличался несовершенством конструкции и низким качеством выполнения работ по постройке.

## История службы
Линейный корабль «Лилия» был заложен кумпанством вологодского архиепископа на Воронежской верфи в 1697 году и после спуска на воду в мае 1699 года вошёл в состав Азовского флота России. Строительство вёл кораблестроитель П. Некор.
В 1702 году корабль был переведён из Воронежа в устье Дона.
В 1710 году корабль «Лилия» был разобран в районе села Трушкино.

### Комментарии
1. ↑  115 футов 4 дюйма.
2. ↑  25 фута 9 дюймов.
3. ↑  9 футов 4 дюйма.